# Verkeerskunde

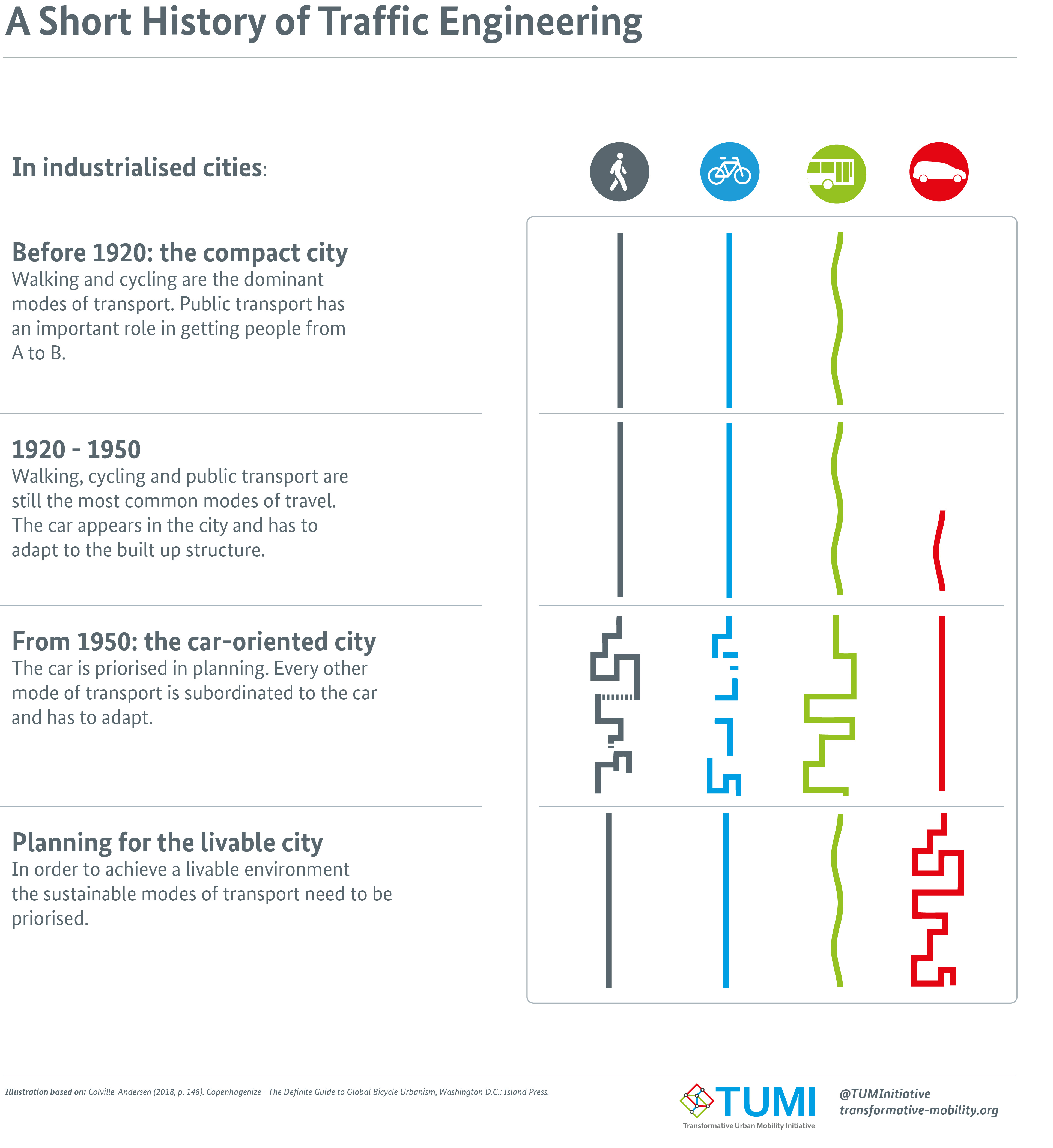
Een korte geschiedenis van verkeerskunde in geïndustrialiseerde steden.

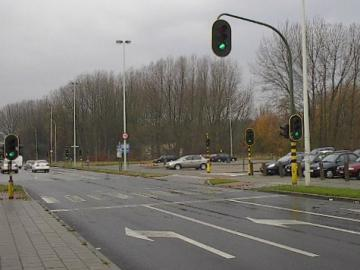
Verkeersregeltechniek

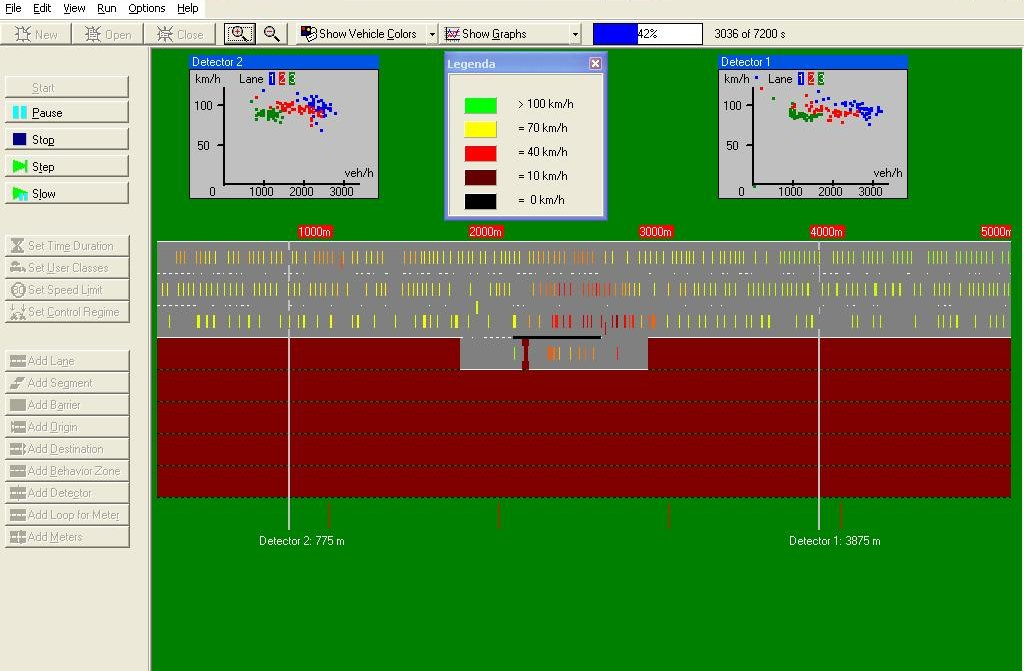
Verkeersmodellen

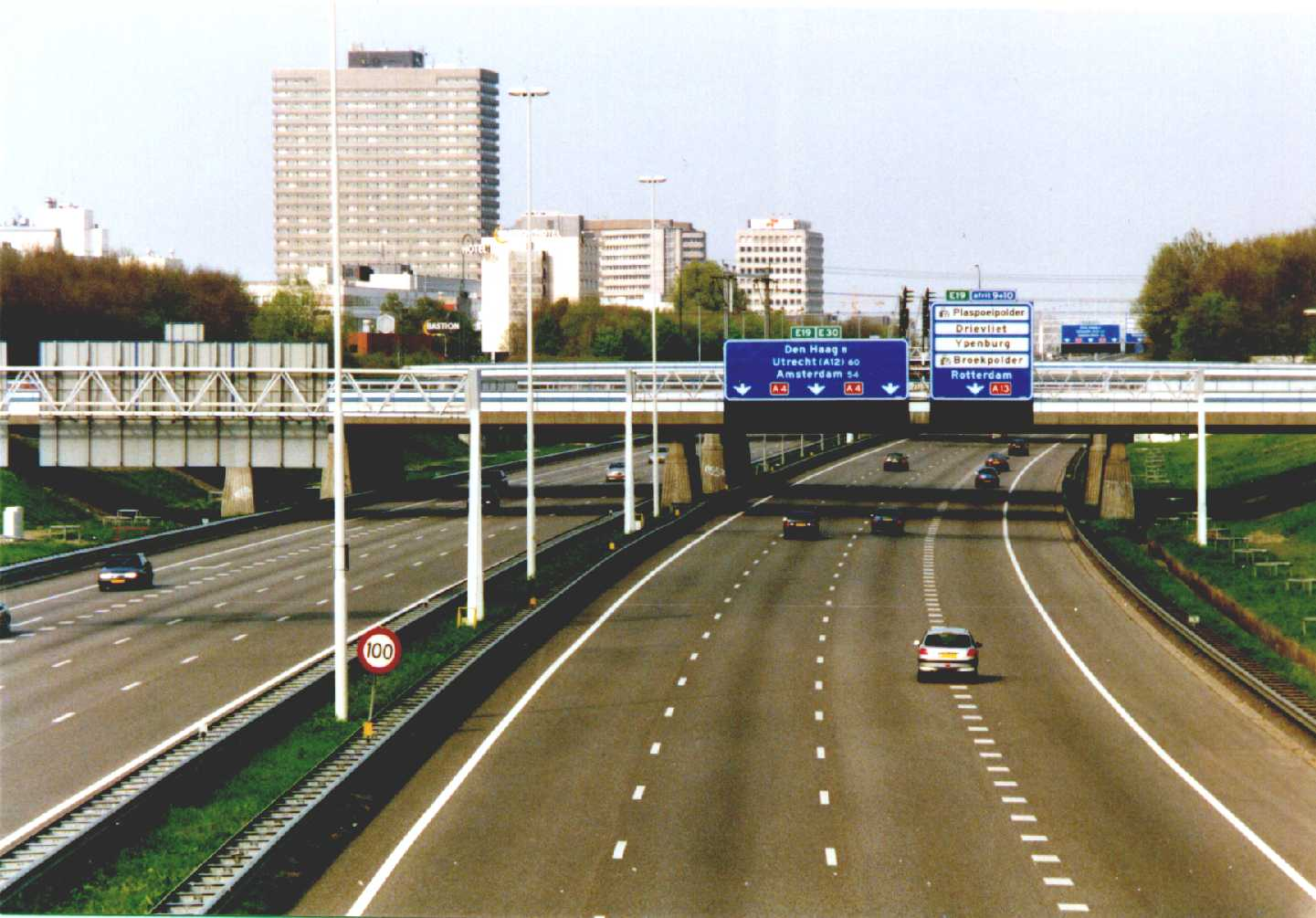
Verkeersafwikkeling

Verkeerskunde is het vakgebied dat zich bezighoudt met verkeer, vervoer en mobiliteit. Het vakgebied kent vele raakvlakken met planologie: wegen zijn immers onontbeerlijk in de ruimtelijke ordening, en andersom hebben wijzigingen in de ruimtelijke structuur veel gevolgen voor verkeersstromen.
De Verkeerskunde is als discipline ontstaan na de publicatie van "Traffic in Towns" (het Buchanan Report) in 1963. Daarvóór bestonden er alleen disciplines als Wegenbouwkunde en Spoorwegbouwkunde. Buchanan was de eerste die verkeer zag als een functie van de ruimtelijke ordening en niet als onbeheersbaar natuurverschijnsel. Na 1963 werd Verkeerskunde ook in Nederland ingevoerd als onderwijsvak (TU Delft ca. 1969, Verkeersakademie Tilburg, nu NHTV internationaal hoger onderwijs Breda, 1972). Naast kennisinstituten in WO en hbo zijn er organisaties als de Stichting Wetenschappelijk Onderzoek Verkeersveiligheid (SWOV) en de Dienst Verkeer en Scheepvaart (DVS) van Rijkswaterstaat die internationaal gewaardeerd onderzoek doen.

## Werkvelden
Verkeerskundigen houden zich onder meer bezig met het onderzoeken en oplossen van problemen op de volgende terreinen:
Logistiek:
- Ketenmobiliteit: het mogelijk maken van het gebruik van diverse vervoermiddelen tijdens een reis, bijvoorbeeld door aanleg van transferia
- Mobiliteit
- Verkeersmodellering
- Ontwerpen van vervoersystemen zoals het plannen van openbaarvervoernetwerken
- Verkeersregeltechniek: onder meer het programmeren van verkeerslichten
- Dynamisch verkeersmanagement: gebruik van intelligente systemen in het verkeer

Verkeersveiligheid:
- Verkeersveiligheid: zowel objectief als subjectief
- Verkeersafwikkeling
- Verkeersstroomtheorie

Vervoer:
- Planning: mobiliteitsplan, Ruimtelijke Structuurplannen
- Personenvervoer: vraagraming, exploitatie, kwaliteitszorg (ook in geval van storing), verkeerstechnische inpassing
- Goederenvervoer (raakvlak met logistiek)
- Psychologische-sociologische aspecten: vb: verkeersagressie vinden we alleen terug bij autobestuurders onderling, nooit(zelden)tussen voetgangers of fietsers
- Openbaar vervoer

Ruimtelijke ordening/Inrichting:
- Verkeersplanologie (Urban management): de brug tussen verkeer en ruimtelijke ordening: bijvoorbeeld de ontsluiting van nieuwe wijken
- Wegontwerp en Weginrichting (bijvoorbeeld het herinrichten van een weg volgens de normen van het Nederlandse overheidsinitiatief Duurzaam Veilig)
- Verkeerstechniek: verkeersbouwkunde (wegenaanleg), spoortechniek
- Parkeerbeleid (met betrekking tot parkeerplaatsen en parkeren)
- Milieuaspecten

Veel verkeerskundigen werken bij de overheid. Bij een (kleine) gemeente zal een verkeerskundige zich met vele terreinen bezighouden. Bij grotere overheden, zoals provincies, zal men zich meer toeleggen op een specifiek aspect, bijvoorbeeld mobiliteitsbeleid of verkeersmodellering.

## Opleidingen
Verkeerskunde kan gestudeerd worden
in Vlaanderen aan de
- Universiteit Hasselt: Bachelor/Master Mobiliteitswetenschappen (verkeerskunde)
- Katholieke Universiteit Leuven Master in Ingenieurswetenschappen, afstudeerrichting Verkeer, logistiek en intelligente transportsystemen

in Nederland aan de
- Breda University of Applied Sciences: hbo-opleiding Built Environment
- NHL Stenden Hogeschool in Leeuwarden: hbo-opleiding Ruimtelijke Ontwikkeling
- Hogeschool Windesheim in Zwolle: hbo-opleiding Mobiliteit
- Windesheim Flevoland in Almere: hbo-opleiding Mobiliteit (verkeerskunde)
- TU Delft: Civiele techniek, afstudeerrichting Transport en planning
- TU Delft: Civiele techniek, Technische bestuurskunde, Werktuigbouwkunde, afstudeerrichting Transport, Infrastructure and Logistics (TIL)
- UvA (Universiteit van Amsterdam): Planologie, afstudeerrichting Verkeer, vervoer en infrastructuur
- UT (Universiteit Twente): faculteit Construerende Technische Wetenschap, studie Civiele techniek, afstudeerrichting Verkeer, Vervoer en Ruimte
- NOVI Verkeersacademie in Utrecht: duale opleiding mbo,kort-hbo, hbo Verkeerskunde
- ROC Tilburg in Tilburg, Stappegoorweg: mbo-opleiding City Planning. Hieronder vallen Verkeerskunde en Stedenbouwkunde.